# Anglia anglo-saxonă
Anglia anglo-saxonă acoperă istoria Angliei Evului Mediu Timpuriu, de la dispariția Angliei romane și apariția regatelor anglo-saxone în secolul al V-lea până la cucerirea ei de către normanzi în 1066. 

## Migrația și formarea regatelor (400-600)
Articole principale: Invaziile saxone, Bretania
Este destul de dificil de stabilit o cronologie corectă a evenimentelor dintre retragerea Romei din Britania, și întemeierea regatelor anglo-saxone. Geoffrey de Monmouth relatează în lucrarea sa, Historia Regum Britanniae, plecarea trupelor romane din Anglia, dar mare parte din conținutul acesteia este catalogat de istorici ca simplă legendă. 

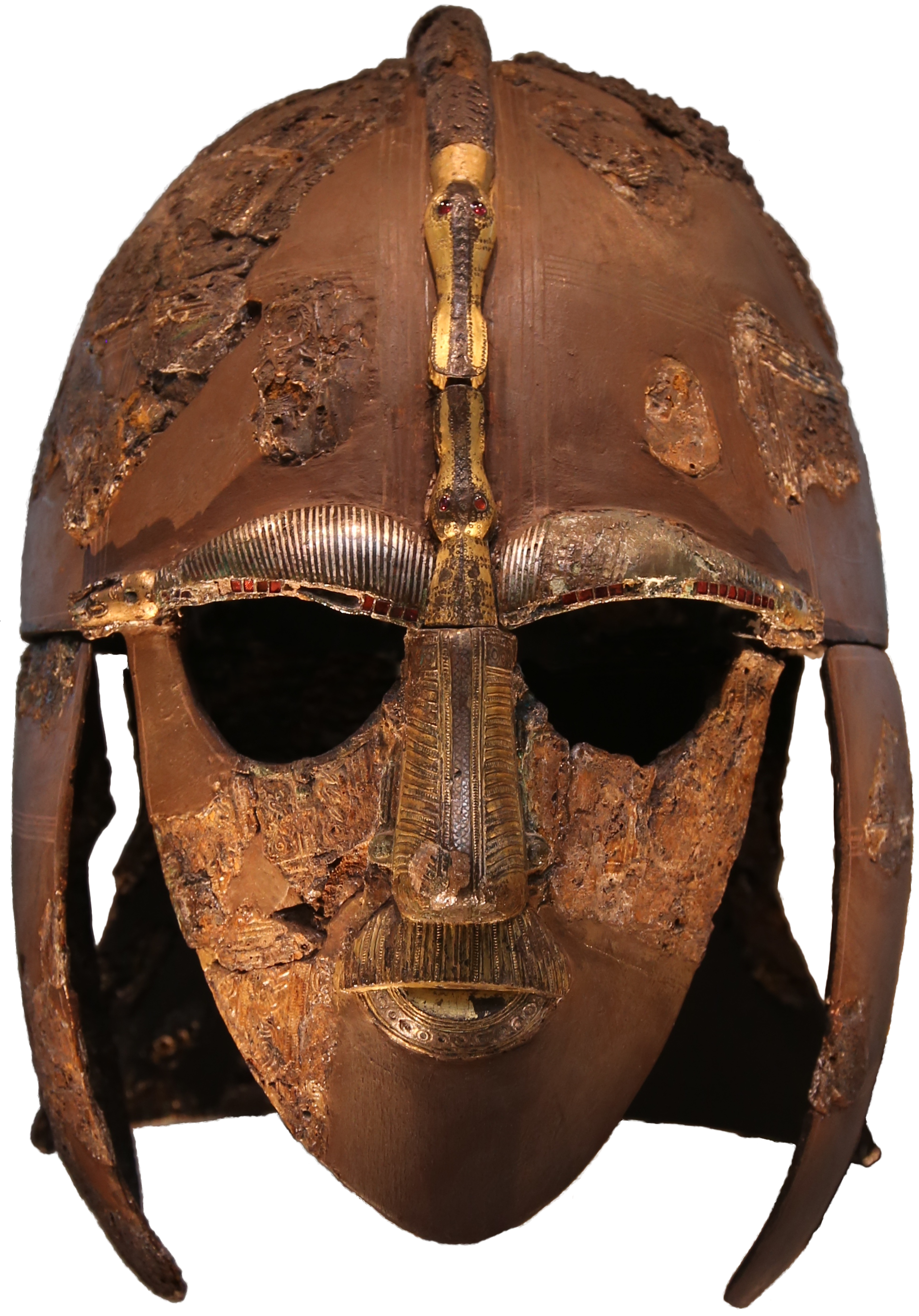
Coif provenind de pe nava mortuară Sutton Hoo

Rapoartele arheologice privind ultimele decenii ale stăpânirii romane demonstrează urme evidente ale decăderii în lumea urbană, monedele turnate după anul 402 fiind destul de rare. Astfel, momentul în care Constantin al III-lea, proclamat împărat de către trupele sale în 407, a trecut Canalul Mânecii cu ultimele trupe aparținând garnizoanei din Britania, reprezintă sfârșitul efectiv al Angliei romane. Britania rămâne practic lipsită de apărare, Constantin fiind mai târziu ucis în luptă. În 410, împăratul Honorius le spune romanilor din Britania să nu conteze pe ajutorul Romei și să își pregătească singuri apărarea, deși la mijlocul secolului al V-lea aceiași romano-britoni consideră că încă mai sunt îndreptățiți să ceară ajutorul consulului Flavius Aetius. În limbaj, Anglia a păstrat puține urme ale stăpânirii romane.
Mituri și legende variate învăluiesc sosirea anglo-saxonilor, unele având la bază evenimente reale, altele mai puțin. Potrivit tradiției, un conducător briton numit Vortigen a deschis calea invadatorilor, saxonii sosind în valuri în Anglia începând cu anii 425-450.
Cucerirea insulei de către saxoni a fost lentă și apărarea ei adeseori curajoasă. În 429, sfântul Garmanus, episcop de Auxerre, a sosit la Verulam, pentru a conduce lupta împotriva ereziei pelagiene. În vremea când episcopul se afla acolo, saxonii și picții amenințau orașul; sfântul Germanus, luând comanda trupeler, iesi învingător. În jurul anului 495, britonii au obținut o însemnată victorie la Bătălia de pe Muntele Badon, inspirând probabil legenda regelui Arthur. Deși după această bătălie invazia a fost încetinită, până în 615 britonii au fost împinși în nordul și vestul insulei formându-se așa-numita "graniță celtică", anglo-saxonii devenind predominanți în teritoriile Angliei moderne, denumirea țării provenind de la anglii, unul dintre popoarele cuceritoare.
În mediile academice există totuși o dezbatere privind etnogeneza din sudul și estul insulei, neștiindu-se exact dacă anglo-saxonii au înlocuit în totalitate populația autohtonă britonă sau au asimilat-o. Se știe însă că încă din secolul al IV-lea, britonii au început să treacă peste Canalul Mânecii și să se stabilească în partea vestică a Europei, în Armorica și Galia, formând Bretania. Este posibil ca alții să fi migrat în nordul Spaniei.

## Heptarhia și creștinarea (600-800)
Articole principale: Northumbria, Mercia, Offa de Mercia, Heptarhia

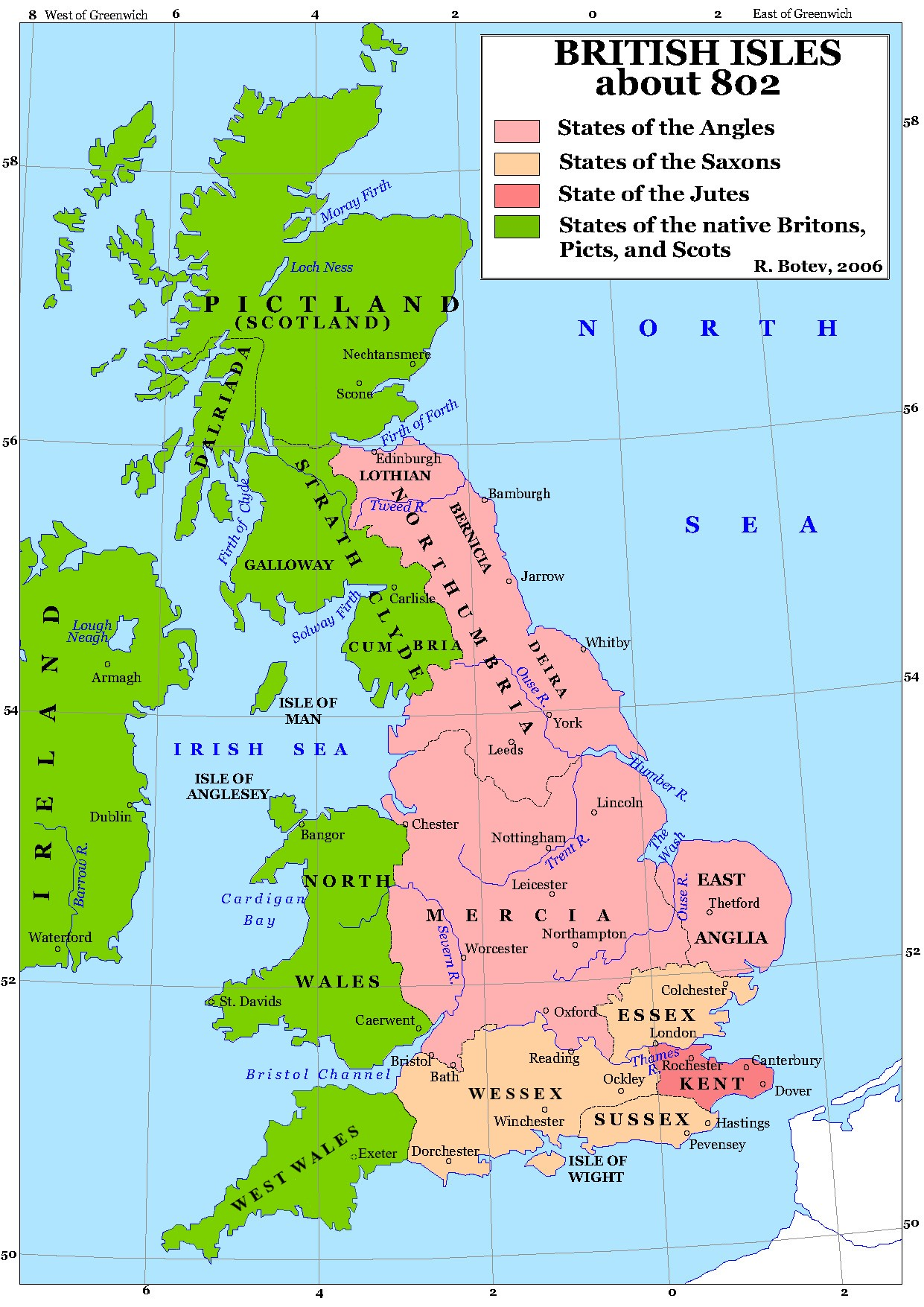
Insulele britanice în jurul anului 802

Creștinarea Angliei anglo-saxone a început în jurul anului 600, sub influența creștinismului celtic din nord și vest și a Bisericii Romano-Catolice din sud-est. În 597, Augustin, a devenit primul arhiepiscop de Canterbury, botezându-l în 601 pe primul rege anglo-saxon, Ethelbert de Kent, ultimul rege necreștin al anglo-saxonilor, Penda de Mercia, murind în 655. Misiunea anglo-saxonă a luat apoi amploare în secolul al VIII-lea, ducând practic la creștinarea întregului regat al francilor până în anul 800.
În secolele al VII-lea și al VIII-lea centrul puterii a oscilat între regatele mai mari. Beda îl consideră pe Ethelbert de Kent ca fiind persoana dominantă la sfârșitul secolului al VI-lea, dar cu timpul crește importanța regatului Northumbriei, format din fostele regate Bernicia și Deira, Edwin de Northumbria dominând probabil mare parte din Britania. Criza succesiunilor la tron din Northumbria, a impus însă hegemonia Merciei, în special după cele două înfrângeri suferite de Northumbria, la Batălia de la Trent din 679 în fața Merciei, și la Nechtanesmere în 685 în fața picților.
Așa-numita 'Supremație a Merciei' a caracterizat secolul al VIII-lea, nefiind însă constantă. Ethelbald și Offa, cei mai puternici regi ai vremii, reușiseră să-și creeze un deosebit renume, Offa fiind recunoscut conducator al sudului Britaniei și de către Carol cel Mare. Chiar și așa, ascensiunea regatului Wessex, și problemele pe care le puneau regatele mai mici au ținut mult timp puterea Merciei în șah, și până la sfârșitul secolului al VIII-lea 'Supremația Merciei' se încheiase.
Această perioadă a fost numită Heptarhia, domnia celor șapte: Northumbria, Mercia, Kent, Anglia de Est, Essex, Sussex și Wessex, cei mai puternici regi purtând, pe rând, titlul de Bretwalda. Descoperiri recente au arătat că existau și alte regate care pe anumite perioade au avut o oarecare importanță politică: Hwicce, Magonsaete, Lindsey și Anglia de Mijloc.

## Invazia vikingilor
Articole principale: Alfred cel Mare, Epoca vikingilor, Danelaw
În anul 793, în Cronica anglo-saxonă este menționat primul atac viking asupra Britaniei, la mânăstirea Lindisfarne. Totuși, este știut că până atunci vikingii deja se stabiliseră în Orkney și Shetland, și probabil că avuseseră loc și alte multe raiduri înainte de această prima menționare. De asemenea, cronicile arată că primul atac viking asupra insulei Iona a avut loc în 794. Sosirea vikingilor a tulburat grav ordinea politică și socială a Britaniei și a Irlandei. Victoria lui Alfred cel Mare de la Edington din 878 a avut o importanță considerabilă, cu toate că, Northumbria se destrămase deja în regatul Berniciei și un regat viking, Mercia, de asemenea se divizase și Anglia de Est își incetase existența ca regat anglo-saxon, iar numeroase regate ale irlandezilor, ale scoților și ale picților avuseseră aproximativ aceeași soartă. În nordul Britaniei, apărarea în fața vikingilor a fost motivul pentru care a fost întemeiat regatul Alba, cunoscut mai târziu sub numele de regatul Scoției.
După nenumărate raiduri, vikingii au început să se stabilească în Anglia. O importantă zonă controlată de către vikingi erau împrejurimile orașului York, vikingii numindu-l Jorvik. Așezările daneze din estul Angliei, zonă numită la vremea respectivă Danelaw și cele norvegiene din nordul Scoției și Irlanda au avut un impact îndeajuns de semnificativ pentru a lăsa o anumită amprentă asupra limbii engleze; multe dintre cuvintele de bază ale limbii engleze moderne sunt derivate din scandinava veche; de asemenea, multe dintre toponimele din Anglia, care fuseseră așezări daneze sau norvegiene și-au păstrat numele de origine scandinavă, ca exemplu, Sutherland.

## Formarea Angliei
Articole principale: Athelstan, Cronica anglo-saxonă 
Alfred cel Mare a murit în 899, succesorul său fiind Eduard cel Bătrân. Edward și Ethelred de Mercia, au realizat un plan de extindere, construind forturi și orașe după modelul lui Alfred. La moartea lui Ethelred, soția sa și în același timp sora lui Edward, Æthelflæd a domnit cu titlul 'Doamna de Mercia', și a continuat expansiunea. Se pare că Edward și-a trimis fiul, pe Athelstan, la curtea din Mercia, și la moartea lui Edward, Athelstan a preluat tronul regatului Merciei, și mai târziu, posibil, pe cel al regatului Wessex.
Athelstan a continuat extinderea plănuită de către tatăl și mătușa sa, devenind primul rege care a reusit să conducă direct toate teritoriile pe care le numim astăzi 'Anglia'. Această expansiune nu era privită cu ochi buni de către celălalte regate din Britania, Athelstan înfruntând o armată compusă din scoțieni și vikingi la Bătălia de la Brunanburh. Victoria sa, menționată în Cronica anglo-saxonă sub forma unui poem, a fost un mare pas pe drumul pentru formarea Angliei.
Chiar și așa, stabilitatea Angliei nu era încă o certitudine, și sub succesorii lui Athelstan regatul a fost reformat de nenumărate ori. Edgar a reușit însă să conducă un teritoriu asemănator cu cel al lui Athelstan, reușind să consolideze regatul până la momentul venirii la tron a fiului său, Ethelred Nepregătitul în 978. 
În secolul al X-lea în vestul Europei s-au produs importante schimbări. Autoritatea Carolingienilor era din ce în ce mai firavă, fiind înlocuită de capețieni în Francia de Vest și de regii din Saxonia în Francia de Est, aceștia devenind sfinți împărați romani. În același timp, Anglia anglo-saxonă era probabil cel mai dezvoltat regat al vremii; regii englezi deținând mult mai multă autoritate regală asupra supușilor decât cei de pe continent.

## Danezii din Anglia și cucerirea normandă (978-1066)

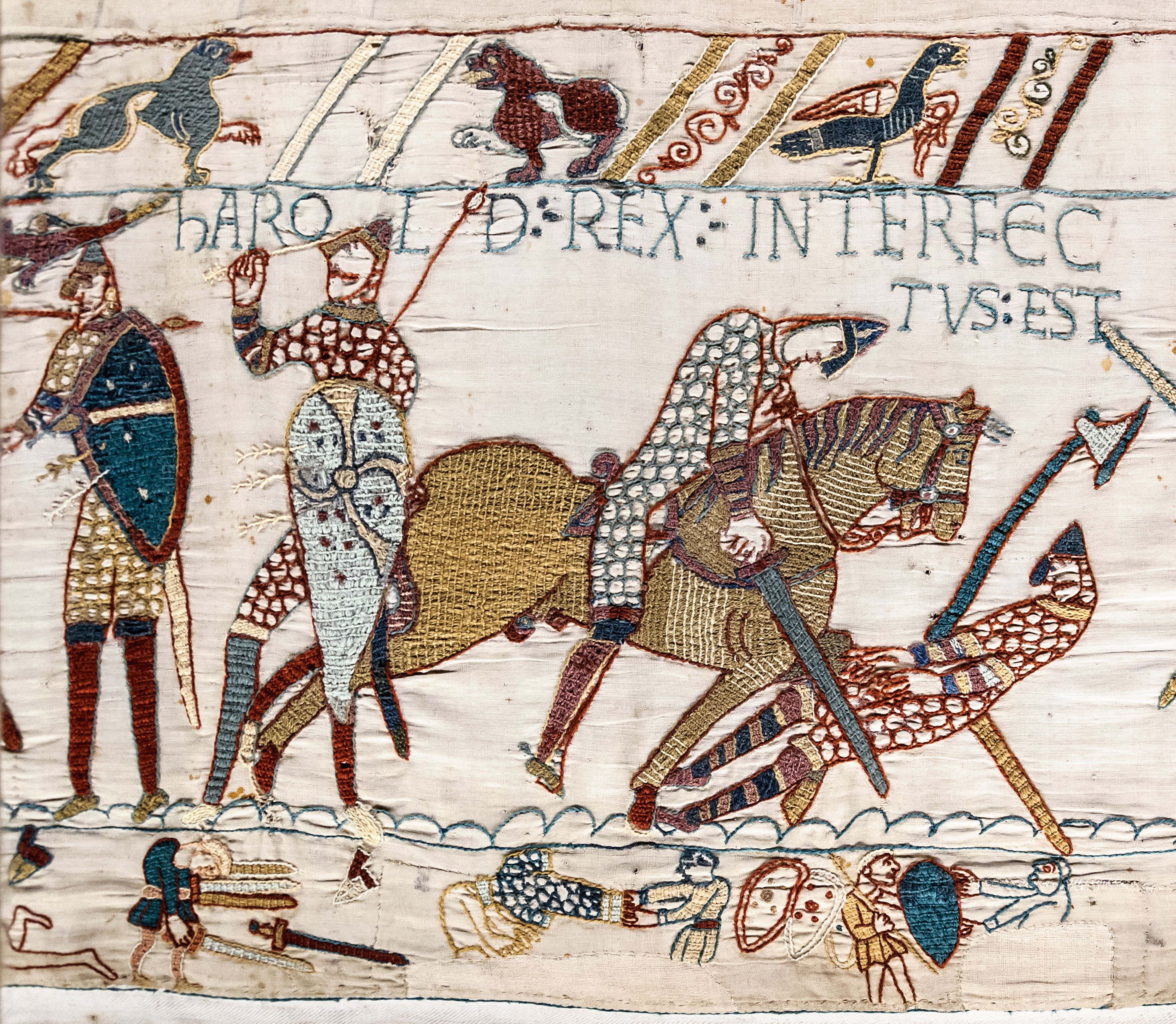
Moartea lui Harold Godwinson, în Tapiseria de la Bayeux

Articole principale: Ethelred Nepregătitul, Knud, Cucerirea normandă a Angliei
Sfârșitul secolului al X-lea a reînviat interesul scandinavilor pentru Anglia.
| “                                           | 991 În acest an Ipswich a fost devastat și curând după aceea ealdorman-ul Brihtnoth a fost ucis la Maldon. Și în același an s-a stabilit că, înainte de toate, tributul trebuie să fie plătit danezilor, din cauza groazei pe care aceștia o creau de-alungul coastei. Prima plată a fost de 10.000 de livre. Arhiepiscopul Siegeric a fost primul care a spus să se facă așa. 994 Atunci regele și consilierii lui au stabilit să le trimită danezilor o solie și le-au promis tribut și provizii cu condiția să înceteze raidurile. Și atunci ei au acceptat și întreaga armată a venit la Southampton și a iernat acolo; și au fost aprovizionați pe tot cuprinsul regatului saxonilor de vest, și li s-au plătit 16.000 de livre. 1002 Atunci regele l-a trimis pe ealdorman-ul Ceofsige la flota daneză, și el, urmând ordinul regelui și al consilierilor acestuia, a aranjat un armistițiu cu danezii, promițându-le că vor primi provizii și tribut. Iar ei au acceptat, și li s-au plătit 24.000 de livre. 1007 În acest an tributul a fost plătit armatei daneze, și anume 36.000 de livre. | ” |
| — Cronica anglo-saxonă: plata danegeld-ului | |   |

După o lungă domnie, Ethelred Nepregătitul pierde regatul în favoarea regelui danez Sweyn Forkbeard. Din timpul lui Ethelred datează plata unui tribut către danezi („danegeld”), în schimbul retragerii acestora în cursul mai multor raiduri. Este vorba deci de o „răscumpărare a păcii”. Plata tributului, ajungând la sume enorme pentru aceea perioadă, a avut și consecințe pozitive, stimulând dezvoltarea fiscalității prin colectarea de impozite și contribuții în acest sens. Deși peste măsură de oneros la timpul său, danegeld-ul reprezintă un precedent important pentru dezvoltarea fiscalității în Anglia medievală.
După moartea lui Sweyn, Ethelred își recuperează regatul. Chiar și așa, fiul lui Ethelred, Edmund al II-lea a murit la scurt timp după aceea, permițându-i lui Knud, fiul lui Sweyn, să devină și regele Angliei, cu toate că stăpânea deja un adevărat imperiu, care cuprindea Danemarca, Norvegia și insulele Hebride. 
Deținerea puterii în Anglia a oscilat cu timpul între urmașii lui Ethelred și cei ai lui Knud în prima jumătate a secolului al X-lea, ceea ce a dus la bine-cunoscuta situație din 1066, existând mai mulți pretendenți la tronul Angliei. Harold Godwinson a devenit rege, numit probabil de către Edward Confesorul pe patul de moarte și susținut și de Witan, o adunare de nobili care reprezentau interesele comunității. În aceași timp, William de Normandia, descendentul lui Ethelred și al soției lui Knud, Emma, pretindea că tronul îi aparține. Un alt pretendent era regele Harald al Norvegiei, care fusese proclamat rege în York și plănuia cucerirea întregii Anglii. 
Harold Godwinson l-a înfrânt pe Harald al Norvegiei sprijinit de fratele renegat al lui Harold, Tostig, la Bătălia de la Podul Stamford, dar a murit la Hastings în lupta dintre armata sa și cea normandă a lui William, acesta din urmă fiind numit după bătălie William Cuceritorul.
William a fost încoronat rege al Angliei în ziua de Crăciun a anului 1066, moment care marchează sfârșitul Angliei anglo-saxone.